# 웻사이!!갓사이!!
〈웻사이!!갓사이!!〉(일본어: ウェッサイ!!ガッサイ!!)는 2014년 9월 24일에 워너 뮤직 재팬에서 발매된 LinQ의 10번째이자, 메이저 5번째 싱글이다.

## 개요
메이저 5번째. 전작의 〈여름 사랑〉으로부터 약 2개월만의 발매. 발매 발표는 2014년 8월 3일에, 도쿄도의 오다이바 아오미 해변 지역에서 개최된 “TOKYO IDOL FESTIVAL 2014”의 “신대륙 두근두근 랜드 HOT STAGE”와, 그 지역의 후쿠오카 덴진 베스트 홀에서 행해진 〈여름 사랑〉 발매 이벤트 “귀항 LIVE”의 마지막으로, 각각 행해졌다.
타이틀 곡인 〈웻사이!! 갓사이!!〉의 노래와 PV는, 덴파구미.inc의 프로듀스로 유명한 모후쿠 짱의 전면 프로듀스로 되어있다. 

9월 17일의 FM 도쿄 《LinQ의 “와”》에 출연해서 말한 것으로는, “웻사이!!”는 “west side”로 “전부(一切合財)”와의 붙임으로 되어있으며, “west side로부터 혁명을 일으켜서 전부 가져갔으면 한다”는 생각이 들어있다고 한다. 또, 대사나 가사는 하카타 방언이 많이 담겨있지만, 이것은 LinQ 멤버에 있던 모후쿠 짱이 멤버가 말하는 하카타 방언을 듣고 마음에 들어서이다. 가사는 현지인이 네이티브 체크를 해줬다고 한다.
또한, 전작에 대해서는 HKT48의 4번째가 되는 싱글 〈소극적인 I love you!〉(유니버설), HR의 5번째가 되는 싱글 〈희망의 꽃봉오리〉(오마가토키/일본 콜롬비아)와, 발매일이 겹쳐서 후쿠오카를 대표하는 유력 아이돌 그룹 3단체가 처음으로 정면으로 격돌하는 사태로도 주목되고 있다.

## 수록곡

### 통상반
1. 웻사이!! 갓사이!! [4:13]
작사: NOBE, 작곡: 아사노 타카시, 편곡: 츠리 슌스케
2. 모험(일본어: 冒険 (보켄)[*]) [4:24]
작사: 미야모토 마리, 마스다 다이스케, 작곡: 미야모토 마리, 편곡: SHiNTA
3. 해피☆델리(일본어: ハピ☆デリ (하피 데리)[*]) [3:42]
작사: 츠키오카 리아코, 작곡: 후지사와 요시아키, 편곡: SCUDERIA☆180
4. 웻사이!! 갓사이!! (instrumental) [4:14]
5. 모험 (instrumental) [4:25]
6. 해피☆델리 (instrumental) [3:42]

### 초회한정반
1. 웻사이!! 갓사이!!
2. Ding Dong [4:09]
작사: 카츠라 카지K, 작곡·편곡: 와타나베 앗스시
3. My Letter [3:55]
작사: 사이토 요시히로, 작곡: 이타가키 유스케, 편곡: Tak Miyazawa
4. 웻사이!! 갓사이!! (instrumental)
5. Ding Dong (instrumental) [4:07]
6. My Letter (instrumental) [3:54]

### 덴진반
1. 웻사이!! 갓사이!!
2. 지지 않는 걸즈(일본어: マケナイガールズ (마케나이가루즈)[*])
3. 웻사이!! 갓사이!! (SHiNTA PLANET REMIX)
4. My Ding Dong Letter (SHiNTA PLANET REMIX)
5. 웻사이!! 갓사이!! (instrumental)
6. 지지 않는 걸즈 (instrumental)

※덴진반은 덴진 베스트 홀에서만 발매. !